# Avery (Familienname)
Avery ist ein Familienname aus dem englischsprachigen Raum.

## Namensträger

### B
- Byllye Avery (* 1937), amerikanische Sozialreformerin

### C
- Charles Avery (Chemiker) (1795–1883), US-amerikanischer Chemiker
- Charles Avery (Schauspieler) (1873–1926), US-amerikanischer Schauspieler und Regisseur
- Charles Avery (Kunsthistoriker) (* 1940), US-amerikanischer Kunsthistoriker
- Charles Avery (Künstler) (* 1973), schottischer Künstler
- Clinton Avery (* 1987), neuseeländischer Radrennfahrer

### D
- Daniel Avery (1766–1842), US-amerikanischer Politiker
- Duane Avery, US-amerikanischer Schauspieler

### E
- Ellis Avery (1972–2019), US-amerikanische Autorin, Anglistin und Dichterin
- Eric Avery (* 1965), US-amerikanischer Bassist und Gitarrist

### G
- George Avery (Leichtathlet) (1925–2006), australischer Leichtathlet
- George Avery (Germanist) (1927–2004), US-amerikanischer Germanist
- Gillian Avery (1926–2016), britische Literaturwissenschaftlerin und Kinderbuchautorin

### J
- James Avery (Musiker) (1937–2009), US-amerikanisch-deutscher Pianist und Dirigent
- James Avery (Schauspieler) (1945–2013), US-amerikanischer Schauspieler
- James Avery (Baseballspieler) (* 1984), kanadischer Baseballspieler
- John Avery (1653–nach 1696), englischer Pirat, siehe Henry Every
- John Avery (Politiker) (1824–1914), US-amerikanischer Politiker (Michigan)
- John Avery (Chemiker) (* 1933), dänischer Chemiker
- John Avery (Footballspieler) (* 1976), US-amerikanischer American-Football-Spieler
- Julius Avery (* 1976 oder 1977), australischer Regisseur und Drehbuchautor

### K
- Kate Avery (* 1991), britische Leichtathletin

### L
- Lloyd Avery II (1969–2005), US-amerikanischer Schauspieler

### M
- Margaret Avery (* 1944), US-amerikanische Sängerin und Schauspielerin
- Mark Avery (* 1958), britischer Sachbuchautor, Blogger und Naturschützer
- Mary Ellen Avery (1927–2011), US-amerikanische Kinderärztin
- Mikel Patrick Avery (* 1982),  US-amerikanischer Jazzmusiker
- Milton Avery (1885–1965), US-amerikanischer Maler

### N
- Nigel Avery (* 1967), neuseeländischer Gewichtheber

### O
- Oswald Avery (1877–1955), kanadischer Mediziner

### P
- Phyllis Avery (1922–2011), US-amerikanische Schauspielerin

### R
- Ray Avery (1920–2002), US-amerikanischer Jazz-Fotograf und Schallplattenhändler
- Richard Stanton Avery (1907–1997), US-amerikanischer Erfinder und Unternehmer
- Robin Avery (* 1948), britischer Kanute

### S
- Samuel Putnam Avery (1822–1904), amerikanischer Künstler und Philanthrop
- Sean Avery (* 1980), kanadischer Eishockeyspieler
- Shondrella Avery (* 1971), US-amerikanische Schauspielerin
- Sid Avery (1918–2002), US-amerikanischer Fotograf
- Stephen Morehouse Avery (1893–1948), US-amerikanischer Drehbuchautor
- Steven Avery (* 1962), US-amerikanischer Straftäter

### T
- Teodross Avery (* 1973), US-amerikanischer Jazzmusiker und Komponist
- Tex Avery (1908–1980), US-amerikanischer Regisseur und Zeichentrickfilmer

### V
- Val Avery (1924–2009), US-amerikanischer Schauspieler

### W
- William Avery (Basketballspieler) (* 1979), US-amerikanischer Basketballspieler
- William H. Avery (1911–2009), US-amerikanischer Politiker (Republikaner)
- William Hinckley Avery (1912–2004), US-amerikanischer Luft- und Raumfahrttechniker
- William Tecumsah Avery (1819–1880), US-amerikanischer Politiker
- William Waightstill Avery (1816–1864), US-amerikanischer Politiker